# Tmarus rimosus
Tmarus rimosus es una especie de araña cangrejo del género Tmarus, familia Thomisidae.

## Distribución
Esta especie se encuentra en Rusia (Urales al Lejano Oriente), China, Corea y Japón.